# Anton Nassal
Anton Nassal (* 8. Mai 1877 in Hoßkirch; † 1. März 1949 ebenda) war ein deutscher Politiker (Zentrum, CDU).

## Biografie
Nach dem Besuch der Volksschule war Nassal als Landwirt tätig. Im Oktober 1898 wurde er in den Militärdienst eingezogen. Er war Vorsteher der Spar- und Darlehenskasse Hoßkirch.

## Politik
1913 wurde Nassal zum Schultheiß seiner Heimatgemeinde Hoßkirch ernannt. Aufgrund dieses Amtes trat er 1914 nicht in den Kriegsdienst ein. Von 1928 bis 1933 war er Mitglied des Württembergischen Landtags. Daneben gehörte er der Kreisversammlung in Saulgau an.
Am 1. September 1937 legte Nassal sein Bürgermeisteramt nieder, nach offiziellen Angaben erfolgte dieser Schritt auf eigenen Wunsch aus gesundheitlichen Gründen. Womöglich beugte er sich jedoch dem Druck der NS-Behörden. So soll er in seiner Funktion als Landwirt Gerste an eine jüdische Familie verkauft haben. Am 23. August 1944 geriet er im Rahmen der "Aktion Gewitter" in sogenannte Schutzhaft, die er bis zum 19. September 1944 im Amtsgericht Saulgau verbüßte.
Nach dem Krieg wurde Nassal im April 1946 zum kommissarischen Bürgermeister von Hoßkirch sowie Hüttenreute ernannt. Wenig später wurde er in die Beratende Landesversammlung des Landes Württemberg-Hohenzollern berufen.